# Karangrahayu
Karangrahayu is een bestuurslaag in het regentschap Bekasi van de provincie West-Java, Indonesië. Karangrahayu telt 10.192 inwoners (volkstelling 2010).